# Pipistrel Alpha Trainer
 (août 2017).
Si vous disposez d'ouvrages ou d'articles de référence ou si vous connaissez des sites web de qualité traitant du thème abordé ici, merci de compléter l'article en donnant les références utiles à sa vérifiabilité et en les liant à la section « Notes et références ».
Le Pipistrel Alpha Trainer est un avion sportif slovène destiné spécifiquement à la formation en vol, conçu et réalisé par Pipistrel.
L'Alpha est annoncé à la fin de 2011 et la production a débuté en 2012. Une version électrique est produite depuis 2015.

## Conception et développement
L'avion a été conçu pour se conformer aux règles américaines des avions de sport léger. Il dispose d'une aile haute en porte-à-faux, d'une double assise en configuration côte à côte, d'un train d'atterrissage en tricycle et d'un seul moteur Rotax 912UL de 80 ch (60 kW) en configuration tracteur.
L'avion est fabriqué à partir de composites et dispose d'un train d'atterrissage spécialement conçu pour l'utilisation de la formation. Un parachute balistique est intégré dans les équipements standards ainsi que des instruments de vol traditionnels ce qui le rend moins couteux. Les objectifs de conception incluent une économie d'achat et d'exploitation raisonnable avec son prix initial de 85 000 $ US, qui était destiné à répondre aux mouvements de la concurrence de Pipistrel. Mais la société annonce en 2014 qu'elle avait augmenté le prix à 103 000 $ US. La consommation de carburant devrait être de 9,5 litres par heure.
Variante
- Alpha Electro

## Version électrique
Pipistrel a introduit une version électrique appelée Alpha Électro en 2015 au prix de 69 000 euros. L'Alpha Électro peut stocker de l'énergie pour une heure de vol plus les réserves, et peut se recharger en 45 minutes ou avoir des batteries qui peuvent être remplacées en 5 minutes. Au lieu de 35,5 kg de carburant, il contient 126 kg de cellules lithium-Polymère (LiPo), mais le moteur électrique refroidi à l'eau pèse 11 kg, beaucoup moins lourd que le moteur à essence. Il a une charge utile de 172,365 kg alors qu'un Cessna 152 a une charge utile de 158,7-217,7 kg.
Après 38 minutes de vol et différentes manœuvres, la capacité de la batterie peut être de 25 %. De l'intérieur, l’Électro est très similaire à la version à essence, mais de l'extérieur, l’Électro est beaucoup plus silencieux. Les coûts d'électricité sont d'environ 1/10 de l'essence. Il faut compter alors quelque euros pour effectuer un vol de moins d'une heure, l'idée de l'introduire dans les aéroclubs est une solution économique à l'étude. Le 22 juin, à l'occasion du 52ème Salon International de l'Air et de l'Espace, la FFA et la DGAC ont officialisé un protocole historique ouvrant la voie à l'évaluation d'un avion électrique en conditions réelles d'exploitation en aéroclub. Cette étude devrait débuter d'ici la fin de l'année 2017 avec un Alpha Electro. Elle doit permettre d'établir un retour d'expérience concret à même de guider les aéroclubs dans leur évolution future.
En 2015, Pipistrel a l'intention de piloter l’Électro de France en Angleterre deux jours avant l'Airbus E-Fan, mais a été empêché par Siemens. Quatre appareils électro seront utilisés pour fournir une formation en vol à Fresno, en Californie, à partir de la fin de l'année 2017 dans le cadre du Projet d'aviation durable.
Depuis 2018, l’Électro est le premier avion tout-électrique certifié aux États-Unis.